# Інший бік
«Інший бік» (нім. Die andere Seite) — фантастичний, візіонерський роман Альфреда Кубіна, написаний в 1909 році.

## Історія написання
Цей роман, який деякі дослідники називають «ключовим твором сучасної літератури» (В. Кирмайер-Дебре) був написаний за три місяці. Ще один місяць Кубін вжив на створення п'ятдесяти ілюстрацій, які вважав найбільш важливою частиною твору, розглядаючи текст лише як «рамкову конструкцію у романній формі, що виконує функцію коментаря до малюнків». Цю книгу можна розглядати в руслі кількох жанрових традицій: роман — подорож, роман виховання, філософський роман, антиутопія, роман-метафора, роман абсурду, апокаліптичний роман.

## Стиль
Стилістична розмаїтість роману простягається від сухого і протокольно точного журналістського репортажу до експресивно розірваного, емоційно перенасиченого потоку вражень героя, який перебуває на межі божевілля (він пише свої нотатки після кількох років перебування у божевільні). Чергування ракурсів та інтонацій оповіді підкреслює суб'єктивність світосприйняття людини, залежність її суджень і поглядів на світ від мінливих емоційно-психічних станів. Автор демонструє в романі різні ступені суб'єктивізації світосприйняття, як залежні, так і не залежні від героя. У «царстві мрій і сновидінь» герой стикається з «іншою стороною»: назва роману співвідноситься як з реальною дійсністю, так і з людською психікою; автора цікавить насамперед їхній нерозривний зв'язок і взаємозалежність.

## Структура та сюжет роману

### Структура
Роман поділяється на три частини:
1. Репутація
2. Перлина
3. Загибель імперії Мрій.

Перша частина містить дві глави, друга і третя частина мають по п'ять параграфів.

Ці розділи своєю чергою поділяються на частини без назви. Виключення складають: частина II, розд. V., II і III. 
Крім того, додано короткий Епілог, в якому зображується оповідач, після того, як він повернувся з імперії мрій і повинен перебувати в лікувальному закладі

### Сюжет
У романі є два центри: зовнішній і внутрішній.
Зовнішній — це Клаус Патера (за сюжетом — колишній однокласник героя-оповідача, котрий казково розбагатів і створив силою своєї уяви поблизу Тянь-Шаню утопічне «царство мрій і сновидінь» зі столицею Перлина, яке він населяє «антипрогрессистами» з усіх кінців світу).
Внутрішній центр роману — свідомість героя, який у міру занурення в глибини несвідомого, де зв'язуються воєдино всі нитки життя і відкриваються кінцеві загадки людського буття, набуває здібності ясновидіння, прозріває: таємниця задуму Патери стає для нього ключем для розкриття таємниці світобудови.
Кубін майстерно вибудовує «роман виховання» свого героя на шляху подолання раціонально-прогресистської моделі цивілізації. Розкріпачення психіки героя відбувається завдяки неухильно антипрогресистському життєустрою в Перлині; потужному гіпнотичному впливу Патери (від лат. pater — батько і patera — жертовна чаша; у контексті роману це швидше «Бог-отець»); пробудженню несвідомого в психіці героя; вивільненню могутньої сили уяви, зростаючою по мірі того, як герой опускається в глибини несвідомого. Обидва рушійних центри роману поступово зближуються: творіння спіткало таємницю творця і прийняло запропоновані їм правила гри. За розуміння цієї таємниці герою довелося розплатитися втратою розуму — нехай навіть сам герой і стверджує, що його божевілля було тимчасовим.

## Вплив роману на світову літературу

### Взаємозв'язок з світовою літературою
Кубін під впливом таких мастодонтів літератури науки і психоаналізу як А. Шопенгауера, Ф. Ніцше, буддизму (розділивши це захоплення зі своїм другом Р. Майринком*), а також ідей Зігмунда Фрейда (особливо «Тлумачення сновидінь», 1900), К. Р. Юнга (вчення про архетипи і колективне несвідоме) і різноманітною містичної літератури, розробив у романі «Інша сторона» прийоми та принципи зображення, які потім активно використовувалися художниками і письменниками різних напрямів: Ф. Кафкою* у «Процесі» і в «Замку» (опис спроб героя пробитися крізь бюрократичні перепони в замку Патери), деякими сюрреалістами і дадаїстами (особливо в розділі «Сум'яття сну» у другій частині роману), магічними реалістами* (роман X. Козака «Місто за річкою», 1947) і сучасними письменниками (наприклад, сюжет зникнень міста Томи у романі сучасного австрійського письменника К. Рансмаєра «Останній світ», 1988). Сучасні дослідники виявляють у третій частині роману («Крах царства мрій і сновидінь») експресіоністську паралель з романами Т. Манна («Зачарована гора») і Р. Музіля («Людина без властивостей») , показав іншими художніми засобами кризу буржуазного суспільства та його релігійно — гуманістичних цінностей.

### Експресіонізм
У найбільш сконцентрованій формі експресіоністські риси проявилися у третій частині роману, яка за апокаліптичним візіонерством, деформацією предметної реальності, а також емоційно-суб'єктивним монтажем картин і подій передує живопис і літературу експресіонізму. Автор розділяє з експресіоністами критику сучасної буржуазної цивілізації і не вірить в її прогресивний розвиток. Тим не менше, Кубін був далекий від соціальної або суспільної заангажованості. Але в цілому роман «Інша сторона» Кубіна повністю не вкладається ні в одну з літературних течій XX ст. За формою і прийомами роман авангардистський. Основу творчої позиції письменника становили песимістичний фаталізм, соціальний нігілізм і моральний стоїцизм. У 1973 німецький режисер Йоганнес Шааф зняв за романом «Інша сторона» кінофільм «Місто снів» («Traumstadt», 1973), який сприяв відновленню широкого інтересу до творчості Кубіна.